# Luka (ort i Kroatien)
Luka är en ort i Kroatien.   Den ligger i länet Zagrebs län, i den norra delen av landet, 21 km nordväst om huvudstaden Zagreb. Luka ligger 187 meter över havet och antalet invånare är 880.
Terrängen runt Luka är huvudsakligen platt, men åt sydost är den kuperad. Runt Luka är det ganska tätbefolkat, med 207 invånare per kvadratkilometer. Närmaste större samhälle är Stenjevec, 18,3 km söder om Luka. Omgivningarna runt Luka är en mosaik av jordbruksmark och naturlig växtlighet.